# Coltman & Sons
H. Coltman & Sons war ein britischer Automobilhersteller in Loughborough (Leicestershire). 1907–1920 wurde dort ein Mittelklassewagen gebaut.
Der 20 hp, das einzige Modell, erschien 1907 und besaß einen Vierzylinder-Reihenmotor mit 3,65 l Hubraum. Das Chassis hatte einen Radstand von 2845 mm.
Mit Beginn des Ersten Weltkrieges wurde die Fertigung eingestellt. Allerdings entstanden 1920 noch einmal zwei Exemplare, bevor die Firma ihre Tore endgültig schloss.

## Modelle
| Modell | Bauzeitraum | Zylinder | Hubraum  | Radstand |
| ------ | ----------- | -------- | -------- | -------- |
| 20 hp  | 1907–1920   | 4 Reihe  | 3652 cm³ | 2845 mm  |

## Quelle
- David Culshaw & Peter Horrobin: The Complete Catalogue of British Cars 1895–1975. Veloce Publishing plc. Dorchester (1999).  ISBN 1-874105-93-6